# TGV
 Тази статия е за френския високоскоростен влак.  За други високоскоростни влакове вижте Високоскоростен железопътен транспорт.  
TGV (от френски: Train à grande vitesse – „високоскоростен влак“) е френска мрежа от високоскоростни електрически влакове (влакове-стрела), способни да развиват средна скорост над 320 km/h. Разработена е и пусната в движение от компанията Alstom и националния френски железопътен оператор SNCF (Société Nationale des Chemins de fer Français). Използва се главно за превоз на пътници. TGV е конкурент на въздушния транспорт на къси разстояния и свързва по-големите градове на Франция помежду им, както и с големи градове в съседните страни. Първата линия е открита през 1981 г. между Париж и Лион.
Към 2007 г. TGV държи рекорда за най-бърз релсов влак – максималната скорост, достигната от TGV, е 574,8 km/h, измерена на 3 април 2007 г.на специален участък от линията Париж – Страсбург.

## История
Идеята за влак, който се движи с висока скорост, датира от 60-те години на XX век, малко след като в Япония вече се работи по подобен проект. Все по-малко хора пътуват с влак, предпочитайки други средства за придвижване, и френските железници търсят начини за привличане на пътници.
През 1966 г. в научноизследователските лаборатории на SNCF се заражда амбициозен проект за подобряване начина на превоз на пътниците, както по отношение на скоростта, така и по отношение на самата услуга и начина на обслужване. Няколко години по-късно проектът е одобрен от правителството.
Първоначалната идея е влакът да бъде задвижван посредством газотурбинен двигател. През 1971 г. е произведен първият и единствен такъв прототип. Изпитванията, проведени с него, показват на конструкторите как трябва подобрят спирачния механизъм, най-вече що се отнася до управлението на кинетичната енергия, аеродинамиката, както и необходимостта от автоматична локомотивна сигнализация. Този първи прототип достига скорост от 318 km/h, което остава ненадминат и до днес рекорд за влак с подобно задвижване.
Дизайнът на френския свръхскоростен влак е дело на френския дизайнер Жак Купѐр (Jacques Cooper), а последвалите многобройни модификации са стилово сродни.

## Поява на съвременния свръхскоростен влак във Франция
Вследствие на петролната криза от 1973 г. изборът на двигател се насочва към електрическото захранване, тъй като по това време цената на електроенергията е много по-изгодна. Този нов избор налага преосмисляне на инженерните проекти и повторно основно тестване. През 1974 г. изследователите изготвят нов прототип, наречен „Зебюлон“ (Zébulon) и въвеждат някои подобрения, които имат за цел да подобрят спирачния механизъм и лирите и да намалят усилието върху релсите. В хода на пробните маршрути „Зебюлон“ изминава повече от 1 милион километра.
През същата година се взема решение за изграждане на железопътна линия за новия свръхскоростен влак по трасето Париж – Лион, така наречената „югоизточна линия“. Железниците получават готова влакова композиция през 1980 г. и след многобройни тестове югоизточната линия превозва първите си пътници на 27 септември 1981 г.
Свръхскоростният влак изминава разстоянието между Париж и Лион значително по-бързо както поради по-високата скорост, така и защото новата железопътна линия е директна и не се отклонява по пътя си.
За SNCF това е огромен успех и смело нововъведение, както в инженерно отношение, така и по отношение на търговската им политика. Въвеждат се гъвкави и модерни ценови стратегии, а всички пътници пътуват с билет „запазено място“. Свръхскоростният влак е вече пряк конкурент на въздушния транспорт, поне що се отнася до късите полети. Всичко това спомага за максималното запълване на влаковете с цел изплащане на скъпо струващите инвестиции.

## Скоростни рекорди
В първите години на изпитания скоростта не надвишава 210 km/h, което е незначително повече в сравнение със скоростта на някои бързи влакове във Франция и Германия още през 60-те години.
В заключителните етапи на тестовете скоростта достига 380 km/h, което привлича вниманието на медиите. През 1988 г. немска влакова композиция достига рекорда от 406,9 km/h, а по-късно през същата година френският свръхскоростен влак – 408,4 km/h по време на тестове на нова линия, този път в посока запад, така наречената „атлантическа линия“. През 1990 г. по същата линия е постигнат нов рекорд – 515,3 km/h.
През 2007 г. TGV подобрява рекорда за най-бърз релсов влак – максималната скорост, достигната от TGV, е 574,8 km/h, измерена на 29 април 2007 г., на специален участък от линията Париж-Страсбург, така наречената „източна линия“. Пускането на новата линия и рекордът се радват на голям медиен интерес, поканени са официални лица.
Френският високоскоростен влак държи и рекорд за най-дълго разстояние, изминато от пътнически влак без спиране. През 2006 г. влакът Eurostar, свързващ Франция с Лондон, изминава разстоянието от 1421 km от Лондон до Кан за 7 часа и 25 минути, превозвайки снимачния екип на филма „Шифърът на Леонардо“.
През 2007 г. френският високоскоростен влак продължава да е най-бързият пътнически влак, който използва релси, докато японските влакове са най-бързите влакове на магнитна възглавница. Средната скорост между две гари на френските високоскоростни влакове е 263,3 km/h.

## Дестинации
След пускането в експлоатация на първата линия, свързваща столицата Париж и сравнително отдалечената южна част на страната, мрежата на свръхскоростните влакове не престава да се развива благодарение на съвместимостта си с класическите железопътни линии. Главните разклонения на тази мрежа са:
- през 1984 г. се пуска в експлоатация линията Лил – Марсилия, свързваща двата най-отдалечени града на страната.
- през 1989 – 1990 тръгва и линията в посока запад, наречена "атлантическа линия”
- през 1993 г. в посока север тръгват линии към Лондон (влак с търговско име Eurostar) и към Белгия, Холандия и Люксембург (влак с търговско име Thalys).
- през 2001 г. са пуснати влакове в посока юг по така наречената „средиземноморска линия“. Тя свързва градовете по Френската Ривиера и продължава към Италия (влак с търговско име Artesia) и Швейцария (влак с търговско име Lyria).
- най-новата линия е в посока изток, така наречената „източна линия“ и е пусната през юни 2007 г. Тя се простира на изток и в по-късен етап ще достига до Германия и Швейцария.
- съществуват още много други проекти с цел подобряване на комуникацията и скъсяване на времето за пътуване.

Специалните железопътни линии, изградени за свръхскоростния влак, към 2006 г. са с обща дължина 1550 km и възлизат на 5% от общата дължина на железопътните линии във Франция. Железниците разполагат с общо над 400 влакови композиции.

## Обем на превозите
В края на 2003 г. свръхскоростните влакове са превозили един милиард пътници. Очаква се този брой да достигне два милиарда през 2010 г.
През 2004 г. например 85 милиона пътници са използвали услугите на френските свръхскоростни влакове, генерирайки приходи в размер на 3 милиарда евро.
Новата източна линия, която е пусната в експлоатация през юни 2007 г., е превозила над 1 милион пътника само за един месец.

## Критики
Имайки предвид размаха на начинанието, инвестициите са огромни. Това от своя страна оскъпява цената на билетите и те стават все по-недостъпни за широката публика. Достъпен за пътниците в командировка, свръхскоростният влак се превръща в алтернатива на въздушния превоз на малки разстояния, например Париж-Лондон или Марсилия-Брюксел. Ако сравним цените с тези на самолетните билети, то влакът е напълно конкурентоспособен. С развитието на мрежата обаче, много от класическите влакове биват изцяло заменени със свръхскоростни и по този начин кратките маршрути (100 – 200 km) наистина се оскъпяват.
Други критики се състоят във факта, че подобен тип транспорт рядко обслужва малките населени места и така се превръща в решаващ фактор за изолацията им. От друга страна, железопътната мрежа позволява на много хора да се придвижват бързо до работните си места и така създава благоприятни условия за хората, които не желаят да живеят в столицата (нито в предградията).